# Drosophila altiplanica
Drosophila altiplanica este o specie de muște din genul Drosophila, familia Drosophilidae, descrisă de Brncic și Santibanez în anul 1957.
Este endemică în Bolivia. Conform Catalogue of Life specia Drosophila altiplanica nu are subspecii cunoscute.